# 니나 프라노젝
니나 프라노젝(Nina Franoszek, 1963년 3월 16일 ~ )은 독일의 배우, 영화배우, 연극 배우이다.
베를린에서 태어났다.

## 영화
- 프럼 더 레포츠 오브 시큐리티 가드 & 패트롤 서비시즈 파트 1 (1985년)